# NWA 7034
西北非7034（英語：Northwest Africa 7034，縮寫：NWA 7034）被認為是發現至今第二古老的火星隕石。該隕石的年齡大約是20億年，是至今在地球發現的火星隕石中含有最多水的。雖然它來自火星，卻不屬於火星隕石中常見的SNC隕石中任一族群，而被歸類為火星隕石中的新族群「Martian (玄武岩質角礫岩)」。NWA 7034的暱稱是「黑美人」（Black Beauty），它是由隕石收藏家在摩洛哥購得，並且購得的美國收藏者將它的一片切片捐贈予新墨西哥大學。

## 發現與命名
NWA 7034於2011年在撒哈拉沙漠發現，並且被一位美國隕石收藏家在摩洛哥從一位隕石商人購得，因此無法知道發現該隕石的詳細地理座標。該隕石和所有被大量發現或在市場上販售的隕石一樣，名稱來自於發現的地理區域（西北非，Northwest Africa）以及該區域發現隕石順序連續編號。NWA 7034並且有「黑美人」的暱稱。

## 性質
NWA 7034是擁有斑狀結構的火山角礫岩，並且包含有直徑達到5毫米的斜長石（中長石）和輝石（普通輝石和易變輝石）斑晶嵌在細顆粒的基質內。其他附屬礦物包含氯磷灰石、铬铁矿、针铁矿、钛铁矿、磁鐵礦、磁赤鐵礦、鹼性長石和黃鐵礦。隕石內甚至包含了淬火後的岩漿組成的碎屑岩。其基質則是由細顆粒斜長石、輝石、各種氧化物礦物和痕量鐵硫化物組成。整體化學成分顯示NWA 7034所含的水量是至今所發現的火星隕石中最高者。隕石中的水可能是來自於火星上曾經存在的海洋，而這個海洋可能在最後變成隕石的火山岩因為火山噴發而形成時仍存在。
NWA 7034的年齡大約是20.89 ± 0.81億年，在地質年代上屬於亞馬遜紀早期。它是已發現的火星隕石中第二古老的。

## 分類
NWA 7034是至今第一顆由角礫岩組成的火星隕石，並且它並不屬於火星隕石中先前已知的幾個群（輝玻無球隕石、輝橄無球隕石、純橄無球隕石和ALH 84001）。NWA 7034原本是未被分類的來自行星的無粒隕石，2013年1月隕石學會為了它另外建立了新分類「Martian (玄武岩質角礫岩)」。NWA 7034中鐵/錳的比例和其他火星隕石相同，但氧的同位素比例則不同。氧同位素比例不同可能的解釋或許是較重或較輕的同位素被移除或加入，或者是不同比例的不同重量同位素混合。這可能在火星地殼的水取代發生時造成。另一種解釋可能是在撞擊角礫岩化時同位素混合作用造成。
如果NWA 7034是地球的岩石，將會被分類為玄武岩質角礫岩。

## 外部連結
- Northwest Africa 7034（页面存档备份，存于） via The Meteoritical Society - Database entry of the Meteoritical Society